# Lithocarpus harlandii
Lithocarpus harlandii (Hance ex Walp.) Rehder – gatunek roślin z rodziny bukowatych (Fagaceae Dumort.). Występuje naturalnie w Chinach (w Fujian, Guangdong, Hajnan, Hunan, południowym Jiangxi, Zhejiang i południowej części Kuangsi) oraz na Tajwanie. 

## Morfologia
PokrójZimozielone drzewo dorastające do 18 m wysokości.
LiścieBlaszka liściowa jest skórzasta i ma lancetowaty lub eliptyczny kształt. Mierzy 7–18 cm długości oraz 3–6 cm szerokości, jest faliście ząbkowana na brzegu, ma klinową lub zbiegającą po ogonku nasadę i ogoniasty wierzchołek. Ogonek liściowy jest nagi i ma 20–30 mm długości.
OwoceOrzechy o kształcie od stożkowatego do elipsoidalnego, dorastają do 22–28 mm długości i 16–22 mm średnicy. Osadzone są pojedynczo w miseczkach w kształcie kubka, które mierzą 6–10 mm długości i 14–20 mm średnicy. Orzechy otulone są w miseczkach do 10–15% ich długości.

## Biologia i ekologia
Rośnie w wiecznie zielonych lasach. Występuje na wysokości od 500 do 700 m n.p.m. Kwitnie od maja do czerwca, natomiast owoce dojrzewają od września do października. 